# Zsögödfürdő
Zsögödfürdő (románul: Jigodin-Băi) falu Romániában, Hargita megyében. Korábban Zsögöd része volt.

## Fekvése
Csíkszereda déli kijáratánál, az Olt jobb partján található.

## Fürdőélet
Számos hideg és langyos forrás található Zsögöd határában, az Olt folyó jobb partján a Harom-Somlyó vulkáni vonulatának törésvonalán. A kedvező földtani hatások következtében gazdagon feltörő, bő hozamú források tették lehetővé Zsögödfürdő kialakulását.
Benkő Károly említi először a zsögödi borvizeket az 1853-ban írt Csík, Gyergyó, Kászon leírások. Két t.i. általános és részletes osztályokban c. kötetében. Leírása szerint „... Vérkápolna vagy Szentvérnek nevezett helyen, nagyon büdös, köves és vasas mérsékletű mintegy 14 fokú orvos Péterfi Pál úr vizsgálata szerint, bővforrású, mai is híres Borszék feltalálása előtt pedig igen sokan jártak.” Az 1891-ben Kolozsváron megjelent Az erdélyrészi fürdők és ásványvizek leirása c. könyvében Hankó Vilmos is ismerteti a fürdőt. Beszámolója szerint a zsögödi fürdő szerény, egyszerű épületekből állt. Az akkoriban működő meleg és tükörfürdőkhöz az Anna-forrás vizét hasznosították.
A fürdő első ismert tulajdonosa Sprencz Pál volt, aki nagyon sokat áldozott a posványos, rosszul megközelíthető hely rendbetételére. Felépítette a fürdőházat, rendbetette az utat és hidat épített az Olton keresztül. Fákat ültetett és sétányokat vágatott a hegyoldalba, hogy a vendégek számára kellemesebbé tegye a helyet. Sprencz Pál nem sokáig volt tulajdonosa Zsögödfürdőnek, anyagi gondok következtében elvesztette a vagyona nagy részét. Zsögödfürdőt 1893-ban elárverezték, Kertész István lett a tulajdonos. A fürdőt felesége, Kertészné Jakab Anna működtette a továbbiakban. A tulajdonosváltás jelentős változásokat hozott a Zsögödfürdő életében. 1894-ben átalakították a medencét, kibővítették és felújították a két alsó fürdőházat és a lakószobákat, rendbehozták a hidat és a fürdőhöz vezető utat. A vendégeket naponta kétszer omnibusz szállította a helyszínre, a tulajdonos a forgalom fellendítése érdekében „jó magyar konyhát, élvezhető italokat” (Vitos Mózes, 1894) biztosított az ottlévőknek. Megrendelésre házhoz is szállították a jóízű borvizet a csíkszeredaiaknak.
1897-ben adták át a Sepsiszentgyörgy-Csíkszereda közötti vasútvonalat, Zsögödfürdő megállóhelyet kapott, így könnyen megközelíthetővé vált. Valódi társasági élet zajlott ebben az időszakban a fürdőn, a kezelésre érkezett állandó vendégek mellett a csíkszeredaiak is gyakori látogatók voltak. A kellemes környezet, kitűnő magyar konyha mellett zenekar is szórakoztatta a kezelésre, fürdőzésre érkezőket.
1905-ben Pásztor István vendéglős vásárolta meg a zsögödi fürdőt, a következő évben egy kétemeletes, 16 szobás téglaépület építtetett a vendégek számára. A következő tulajdonos Zerbes György volt, aki 1919-ben vette át a vállalkozást.
1942-ben Csíkszereda városa megvásárolta Zsögödfürdőt. 1950-ben felépült egy 17 kádas melegfürdő, amit nagyon sokan használtak abban az időben. Az 1980-as években megváltozott a fürdő környéke, borvíz ellátottsága. A Hargita Geológiai Kutató és feltáró vállalat két kutatófúrása ugyan nagy nyomású, bő hozamú és szabad szén-dioxidban gazdag vizeket hozott a felszínre, de ennek következtében eltűntek a felszíni források. Mindezt elősegítette az Olt szabályozása is. A Nádi-borvíz, Bikavér-, Kőrösszegi-, Faluvégi-, Anna- és István források csak a feljegyzett írásokból ismerjük. A továbbiakban az artézi kutak biztosították a fürdő vízellátását.
A rendszerváltás után Zsögödfürdőn egyre többen kezdek el építkezni. Az észszerű tervezés és a csatornázás hiánya tovább rontotta az egyre rosszabb állapotba kerülő fürdő összképét. 1995-től a zsögödi borvizet palackozni kezdték AnaVie néven. A befektető csak rövid ideig működtette a vállalkozást, a fürdő tulajdonjoga visszakerült a csíkszeredai polgármesteri hivatalhoz. 2005-ben a hivatal bérbe adta Zsögödfürdőt. A vállalkozás akkori működtetője rendbehozta a fedett medencét, 12 kádas melegfürdőt, mofettát, szaunát, sószobát bocsátott a vendégek rendelkezésére.
Újabb pozitív változás Zsögödfürdőn 2012-ben következett be. Több más alcsíki népi fürdőhöz hasonlóan a zsögödi fürdő is bekerült abba a projektbe, amelynek keretében felújították a borvízforrást és környékét. A forrás fölé kútházat emeltek, növényeket, fákat ültettek a sétányon, padokat helyeztek el a környéken. Filagória is épült, székekkel, asztalokkal berendezve.
2016-tól új bérlő működteti a zsögödi fürdőt. Korszerűen felszerelt, modern gyógyfürdő és szabadtéri medence várja gyógykezelést igénylőket.

## Jellegzetessége
A zsögödi fürdőn található ásványos források kalcium-magnézium, kalcium-magnézium-nátrium, nátrium-kalcium-magnézium-hidrogén-karbonát típusúak.

## Gyógyhatása
A zsögödi fürdő vizét mozgásszervi, szív- és érrendszeri betegségekben, idegbetegségekben szenvedők használják, valamint ajánlott krónikus bőrbetegségek és izom- és csontsérülések kezelésére.